# گرابال (آلاباما)
گرابال (به انگلیسی: Graball) یک منطقهٔ مسکونی در ایالات متحده آمریکا است که در شهرستان هنری، آلاباما واقع شده‌است. گرابال ۱۴۶٫۹۲ متر بالاتر از سطح دریا قرار دارد.